# Teatro statale di Magonza
Il Teatro Statale di Magonza (in tedesco Staatstheater Mainz) si trova nel quartiere Mainz-Altstadt (Piazza Gutenberg), nel centro storico della città di Magonza (Renania-Palatinato), in Germania. L'edificio fu innalzato fra gli anni 1829 e 1833.

## Storia

### Costruzione
Durante il XVIII secolo, l'attività teatrale nella città di Magonza, allora capitale del paese, era molto intensa. In questo contesto venne indetto un concorso per la costruzione del nuovo teatro, poi vinto da Georg Moller (direttore architetto di Granducato d'Assia) su un disegno ispirato all'Opéra National de Paris, di Charles Garnier.
L'edificio venne inaugurato nel 1833. Per decorarlo furono chiamati i più grandi pittori e scultori dell'epoca, e il progetto intero costò 280.000 fiorini (Gulden).
Finalmente, quattro anni e mezzo più tardi (tempo record per un'opera di questo genere, possibile grazie ai 280 operai che parteciparono, in due turni di lavoro) il teatro venne inaugurato.

### Modifiche successive e restauri

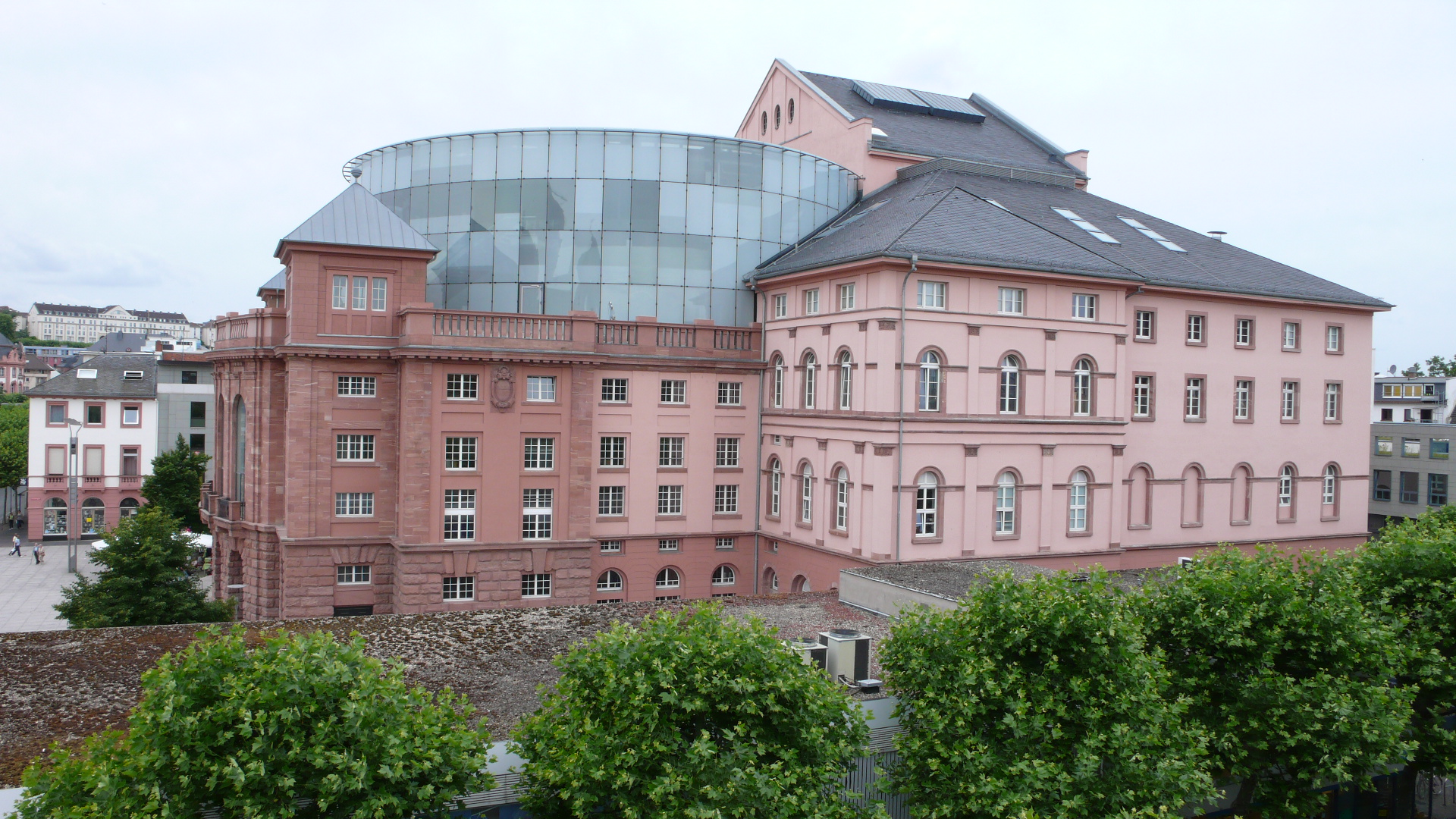
Scorcio laterale dello Staatstheater

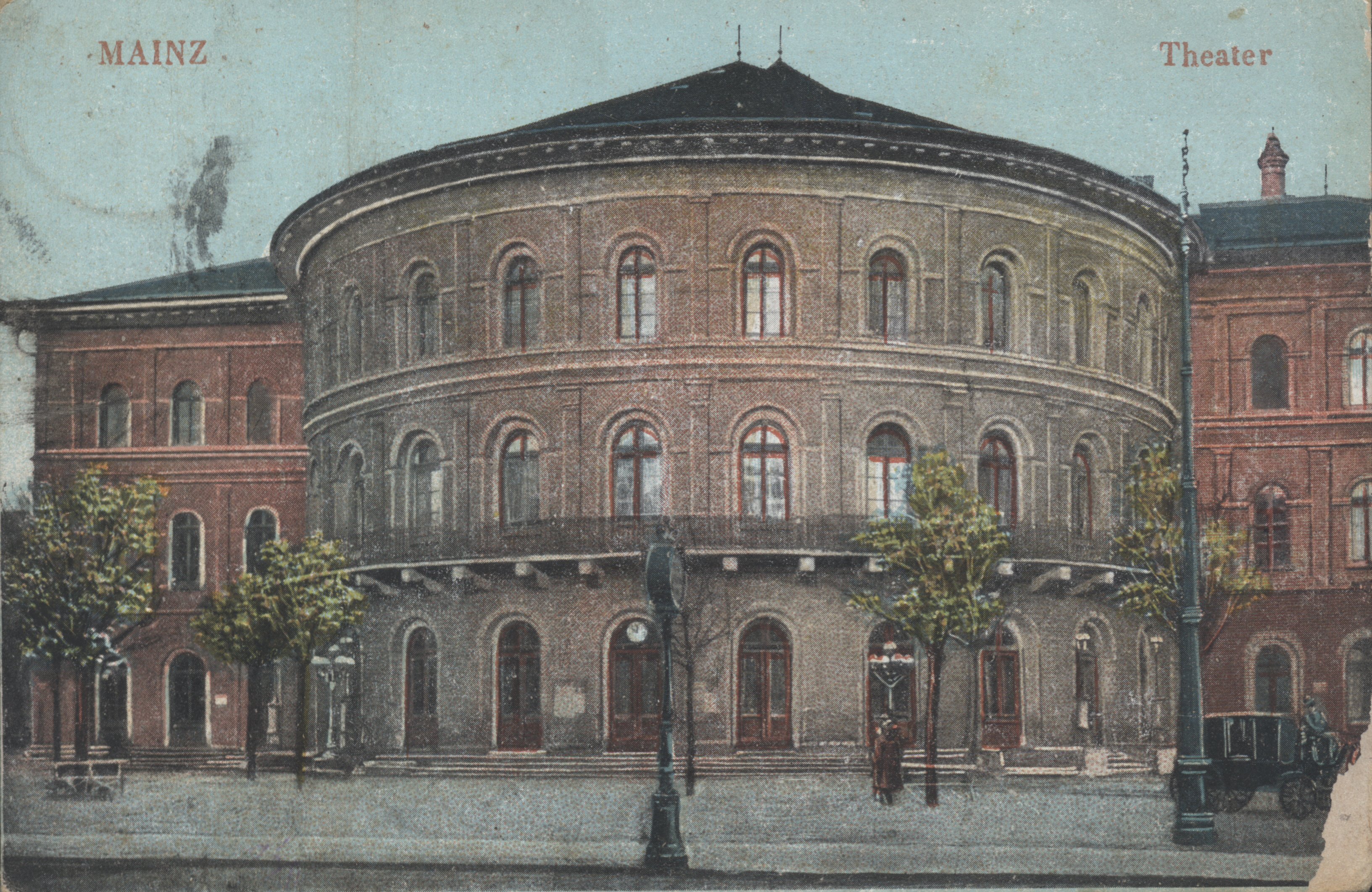
Stato originale del Teatro 1910

Il teatro fu costruito sull'antico sito delle terme romane di Mogontiacum (il nome latino di Magonza).
Nel 1997 si rese necessaria la costruzione di un edificio ausiliario, chiamato edificio "Kleines Haus", per potervi dirottare le prove di orchestra, balletto e compagnie teatrali che, data l'intensa programmazione di eventi durante tutto l'anno, non avevano altrimenti modo e tempo di esercitarsi tra uno spettacolo e l'altro.
Nel 1998, il teatro venne chiuso per lavori di ristrutturazione e rinnovamento delle attrezzature, e fu poi riaperto en 2001. Nello stesso anno nacque la Centrale Tecnica di Produzione, responsabile della messa in scena di tutti gli spettacoli del teatro.

## La programmazione
- Großes Haus
- Kleines Haus (nuova costruzione di 1997)
- „Deck 3“